# بولس الخامس
البابا بولس الخامس (باللاتينية: Paulus V) ـ (17 سبتمبر 1552 ـ 28 يناير 1621) ـ ولد باسم كاميللو بورغيسي (بالإيطالية: Camillo Borghese) ـ هو بابا الكنيسة الكاثوليكية من 16 مايو 1605 وحتى وفاته.
| سبقه ليون الحادي عشر | باباوات الكنيسة الكاثوليكية 1605 - 1621 | تبعه غريغوري الخامس عشر |

## روابط خارجية
- بولس الخامس على موقع الموسوعة البريطانية (الإنجليزية)
- بولس الخامس على موقع إن إن دي بي (الإنجليزية)